# Henrique de Melo Pereira Coutinho de Lemos e Alvelos
Henrique de Melo Pereira Coutinho de Lemos e Alvelos CvTE • ComA foi um militar e político português.

## Família
Filho de Bernardo de Alvelos Coelho de Lemos, 6.º Senhor do Morgado de Alvelos, e de sua mulher (Oliveira de Frades, Oliveira de Frades, 25 de Julho de 1751) Ana Joaquina de Vilhena Pereira Coutinho Viçoso.

## Biografia
7.º Senhor do Morgado de Alvelos e Senhor da Quinta do Serrado, em Viseu, Fidalgo Cavaleiro da Casa Real por Alvará de D. Maria II de Portugal e D. Fernando II de Portugal de 17 de Junho de 1841 e Moço Fidalgo da Casa Real com exercício no Paço por Alvará de D. Pedro V de Portugal de 4 de Setembro de 1858, Conselheiro de Sua Majestade Fidelíssima, Marechal-de-Campo, Fidalgo de Cota de Armas esquarteladas de de de Alvelos, Coelho, de Melo e de Lemos com timbre de de Alvelos, etc.
Comendador da Real Ordem Militar de São Bento de Avis e Cavaleiro da Antiga e Muito Nobre Real Ordem Militar da Torre e Espada, do Valor, Lealdade e Mérito.
Foi Deputado na Legislatura de 1848-1851, durante a qual fez parte de duas Comissões, uma em data desconhecida de 1848 e outra a 5 de Janeiro de 1849, e teve onze Intervenções, a 31 de Março, a 8 e 19 de Abril, a 25, 26 e 27 de Maio, a 14 e 23 de Junho e a 8, 10 e 20 de Julho de 1848.

## Casamento e descendência
Casou em Castelo Branco, Castelo Branco, a 12 de Janeiro de 1823, com Ana Máxima da Silva Castel-Branco (Castelo Branco, Castelo Branco, 8 de Dezembro de 1803 - ?), filha de José da Silva de Oliveira Castel-Branco de Siqueira (14 de Setembro de 1764 - 25 de Agosto de 1836) e de sua mulher (Idanha a Nova, Alcafozes, 23 de Abril de 1800) Antónia Maria do Almotão Capelo e Silva (Idanha a Nova, Alcafozes, 22 de Setembro de 1778 - Castelo Branco, Castelo Branco, 2 de Março de 1859), da qual teve um filho: 
- Francisco de Assis de Melo de Lemos e Alvelos (Castelo Branco, Castelo Branco, 15 de Dezembro de 1823 - Viseu, 7 de Março de 1892), 1.º Visconde do Serrado